# 长托叶石生堇菜
长托叶石生堇菜（学名：[Viola rupestris subsp. licentii] 错误：{{Lang}}：文本有斜体标记（帮助））是堇菜科堇菜属石生堇菜的亚种。分布在欧洲及俄罗斯以及中国大陆的天山及新疆等地，多生长于林缘、林下和山坡草地，目前尚未由人工引种栽培。